# Central hidroelèctrica del Glorieta
La Central hidroelèctrica del Glorieta fou una central hidroelèctrica situada al terme municipal de Mont-ral, a la comarca de l'Alt Camp, que va abastir de corrent elèctric els pobles d'Alcover i la Selva del Camp, inicialment per enllumenat public i posteriorment també per a particulars.

## Història
El juliol del 1902 els germans Joan, Antoni i Ramon Trullàs de la Casa Trullàs de Barcelona, dedicada a la venda i instal·lació de material elèctric, juntament amb l'enginyer Rogelio Martinez Tejero, van reconvertir els Molins Nous, dos antics molins paperers en desús a la vall del riu Glorieta, en una central hidroelèctrica.
El juny de 1903 el promotors decidiren vendre el negoci a la família d'origen basc formada per Juan Miguel Urazandi, enginyer industrial de professió i per la seva muller Francisca Castaños Echevarria, que l'explotarien amb certs alts i baixos.
A l'inici de la guerra civil la central hidroelèctrica fou expropiada al seu propietari, Martín Urazandi, fill d'en Juan Miguel, així com una casa i una finca. A la finalització del conflicte, els bens tornaren al seu propietari. Primer Martín va llogar i el 1948 va vendre la central a la companyia Riegos y Fuerzas del Ebro. i se'n va anar a viure a Mèxic on tenia casada la seva filla. Hi morí pocs anys després d'un tret de pistola.
Actualment (2020) l'edifici de la central està totalment ensorrat, només quedant alçades les parets exteriors.

## Components de la central
La central aprofitava el cabal del riu Glorieta; la resclosa que alimentava dos molins fariners (el de Joan Bo i el de Ca Malluent) també alimentava els Molins Nous, que de fariners passarien a paperers i que posteriorment es transformarien en la Central hidroelèctrica del Glorieta. Una séquia portava l'aigua fins a un dipòsit regulador, la Bassa de la Central, ubicada a 633,2 metres d'altitud. D'aquest sortia un canal obert de 637 metres de longitud fins a la cambra de càrrega, des de la qual s'originava la canonada forçada de 50 centímetres de diàmetre, 650 metres de longitud i un desnivell de 150 metres duia l'aigua fins a les turbines de la central, a 470,7 metres de altitud. El traçat i les conduccions sembla que aprofitava força l'antiga canalització per als Molins Nous.
La central estava dotada d'una turbina que accionava una dinamo d'una potència de 4 kW, produint corrent continu. L'energia produïda es transportava per una línia elèctrica fins als transformadors situats a Alcover: un a una torre annexa a l'edifici conegut com a ca Caparó (on vivien els propietaris de la central) i un altre a la plaça de l'ajuntament on se situava un segon transformador. Des d'aquests transformadors es distribuïa l'electricitat pel poble.
Quan la central agafava l'aigua del riu per omplir la seva bassa deixava per un temps el riu sec i, per tant, els regants situats aigües vall es quedaven sense aigua. Això va provocar que la comunitat de regants iniciés un litigi que va durar 30 anys, que es va resoldre amb una sentència que obligava als propietaris de la central a construir una bassa de compensació per a deixar anar aigua al riu. Aquesta bassa es construí al costat de la central.

## Funcionament de la central
L'escassetat del cabal del riu Glorieta, especialment en l'estiatge, feia obligatori que el control i la regulació de la pressió de l'aigua siguessin constants.Quan disminuïa el cabal que rebia la central, també es reduïa la intensitat de l’energia produïda. Per mantenir la producció constant, des de la central es comunicava telefònicament la incidència al vigilant de la bassa, el qual alliberava més aigua, segons se li comunicava i es restablien els nivells de producció. Hi va haver temporades d'estiu en les que es van veure amb la necessitat de fer torns de vigilància a la nit. En cas de sequera, la central no tenia prou aigua per poder produir electricitat, de forma que el propietari l'aturava i comprava l'electricitat a Riegos y Fuerzas del Ebro.